# Санти-Амброджо-э-Карло (титулярная церковь)
Титулярная церковь Санти-Амброджо-э-Карло (лат. Titulus Sanctorum Ambrosii et Caroli ad viam Latam) — титулярная церковь была создана Папой Павлом VI 7 июня 1967 года апостольской конституцией «Ab antiquis quidem». Титулярная церковь принадлежит барочной базилике Святых Амвросия и Карла, расположенной в районе Рима Кампо-Марцио, на виа дель Корсо. 
Так же существовала титулярная церковь Сан-Карло-аль-Корсо с 1627 года по 1639 год. 

## Список кардиналов-священников титулярной церкви Санти-Амброджо-э-Карло
- Анджело Делл’Акква, O.SS.C.A. — (29 июня 1967 — 27 августа 1972, до смерти);
- Уго Полетти — (5 марта 1973 — 25 февраля 1997, до смерти);
- Диониджи Теттаманци — (21 февраля 1998 — 5 августа 2017, до смерти).